# On the Line (film, 2022)
Pour les articles homonymes, voir On the Line.
Pour plus de détails, voir Fiche technique et Distribution.
On the Line (ou Appel sous tension, au Québec) est un film américano-franco-belge réalisé par Romuald Boulanger et sorti en 2022 et en DVD le 15 février 2023
Le film suit Elvis Cooney (Mel Gibson) qui vit à Los Angeles avec sa femme Olivia et sa fille Adria. Avec son équipe, il travaille comme un animateur de radio pour la radio KLAT. Il anime l'émission de nuit On the Line. Un soir, un mystérieux auditeur, disant se nommer Gary (Paul Spera) appelle l'antenne, prétend qu'il se trouve au domicile d'Elvis et qu'il tient en otage Olivia et Adria,.

## Synopsis
Le jock choc de Los Angeles, Elvis Cooney, quitte sa femme et sa fille pour aller travailler à la station de radio KLAT pendant son quart de nuit. Il est présenté au nouveau stagiaire, Dylan, à qui il fait une mauvaise blague au début de son quart de travail. Elvis dirige son émission de radio avec Mary, sa standardiste. Après avoir été en ondes pendant un certain temps, Elvis reçoit un appel d'un homme nommé Gary, qui prétend être chez lui et détenir sa femme et sa fille, Olivia et Adria, en otage. Quand Elvis menace de retirer Gary des ondes, Gary dit qu'il tuera la famille d'Elvis.
Gary poursuit en expliquant qu'Elvis était responsable d'une ancienne standardiste, Lauren, qui s'est suicidée en raison de l'attitude d'Elvis et des blagues grossières à son égard. Gary fait admettre à l'antenne qu'Elvis a couché avec Mary. Il lui dit alors de monter sur le toit et de sauter. Dylan, Mary et le travailleur du studio Steven suivent. Dylan essaie de faire croire à Gary qu'Elvis a sauté du toit, mais un drone à l'extérieur enregistre tout. Elvis entend alors deux coups de feu et suppose que sa famille est morte.
En sortant du studio, la voix de Gary passe par les haut-parleurs et dit que sa famille est toujours en vie et quelque part dans le bâtiment avec lui. Elvis se rend alors compte que Gary a été dans le studio tout le temps et l'a envoyé à la poursuite de l'oie sauvage pour qu'il ait le temps de tuer le garde de sécurité à l'avant, de se cacher dans le bâtiment et de truquer tout l'endroit pour qu'il explose. Gary dit qu'Elvis a 40 minutes pour le retrouver avant que tout le monde ne meure. Elvis et Dylan traversent le bâtiment et essaient de trouver Gary, Olivia et Adria. En chemin, ils rencontrent Tony, un vieil ami d'Elvis qui a secrètement volé des ordinateurs dans le bâtiment. Gary ordonne à Elvis de le tuer, mais il le laisse partir et ils passent à autre chose.
Lorsqu'ils sont conduits dans une fausse cachette, Gary révèle qu'il peut les voir à travers les caméras de sécurité. Elvis conduit Dylan, via un itinéraire sans caméras de sécurité, jusqu'à la salle de contrôle où ils ne trouvent pas Gary mais Justin - un hôte avec le créneau horaire qu'Elvis veut - avec une balle dans la tête. Gary révèle alors qu'il est maintenant dans le studio d'enregistrement avec Mary et Steven retenus. Après avoir réussi à gagner dix minutes supplémentaires au compteur, Elvis et Dylan retournent au studio par une autre route secrète. Quand ils arrivent à l'étage, ils voient Tony pendu par le cou dans le couloir.
Elvis est capable d'appréhender Gary avec un cutter, mais Gary révèle qu'il tient l'interrupteur d'un homme mort et qu'Olivia et Adria sont sur la terrasse avec des gilets antibombes attachés à leur corps. Gary reçoit alors un appel de Bruce, membre de l'équipe LAPD SWAT, qui dit qu'il est sur la terrasse et incapable de désarmer les appareils. Gary demande alors un échange : Olivia et Adria sont libérées et Dylan prend leur place.
Forcé de se conformer, Bruce désactive les gilets avec l'aide de Gary et les ramène au studio, les réactivant sur Dylan. Gary tire alors sur Bruce dans la tête et laisse tomber l'interrupteur du mort alors que tout le monde regarde avec horreur, mais rien n'explose.
Elvis et Gary éclatèrent alors de rire et s'embrassèrent alors que tout le monde pensait être mort réapparaissait, bien vivant. Il est alors révélé que toute la situation était une farce jouée par tout le studio à Dylan, qui est choqué et horrifié. Après qu'Elvis ait tout expliqué, il essaie d'obtenir une réaction de Dylan, qui part en silence. Elvis et son équipe le chassent par la porte, lui tendant le micro, et Dylan tombe à la renverse dans les escaliers, se fendant la tête et semblant mourir sous l'impact.
Le lendemain matin, un Elvis désemparé quitte le studio et jure qu'il en a fini avec la radio. Il est ensuite révélé que Dylan, de son vrai nom Max, est un cascadeur et a simulé sa propre mort dans le cadre d'une farce de toute la station de radio afin de célébrer l'anniversaire d'Elvis, qu'il a affirmé que tout le monde avait oublié. Elvis est heureux de voir Dylan / Max en vie, et il dit mi figue mi raisin à ses collègues de faire attention, car sa blague de vengeance sera bien pire. Je vous retrouve tous au studio et je vous jure que ça va barder, leur dit-il avant de les quitter.

## Fiche technique
Sauf indication contraire, les informations mentionnées dans cette section peuvent être confirmées par la base de données cinématographiques IMDb,  présente dans la section « Liens externes ».
- Titre original : On the Line
- Réalisation et scénario : Romuald Boulanger
- Musique : Clément Périn
- Décors : Emmanuel Réveillère
- Costumes : Johanna Mondon
- Photographie : Xavier Castro
- Montage : Pierre-Marie Croquet
- Production : Robert Ogden Barnum, Romuald Boulanger et Marc Frydman

Producteurs délégués : Mel Gibson, William Baldwin, Marie-Ange Casalta, David Gendron, Matthew Helderman, Ali Jazayeri, Jina Panebianco, Joseph Panebianco, Samantha Peel, R. Wesley Sierk et Luke Taylor
- Sociétés de production : CaliWood Pictures, R-Lines Productions, Romco Films et Three Point Capital ; en association avec BondIt Media Capital et Fortitude International
- Société de distribution : Saban Films (États-Unis), AB Vidéo (France)
- Budget : 10 millions de dollars[3]
- Pays de production :  États-Unis,  France,  Belgique
- Langue originale : anglais
- Format : couleur
- Genre : thriller, drame
- Durée : 104 minutes
- Dates de sortie[4] :
  - États-Unis : 4 novembre 2022[5]
  - France : 12 janvier 2023 (diffusion sur Canal+)
  - France : 15 février 2023 (en DVD)
- Classification[6] :
  - États-Unis : R

## Distribution
- Mel Gibson (VF : Emmanuel Jacomy ; VQ : Sylvain Hétu) : Elvis Cooney, animateur de radio de l'émission On the Line
- Paul Spera (VF : lui-même ; VQ : Nicholas Savard L'Herbier) : Gary
- William Moseley (VF : Tom Hudson ; VQ : Gabriel Favreau) : Dylan / Max
- Kevin Dillon (VF : Boris Rehlinger) : Justin, animateur de radio à KLAT
- Nadia Farès (VF : elle-même ; VQ : Pascale Montreuil) : Sam Dubois
- Enrique Arce (VF : Bernard Gabay ; VQ : David Strasbourg) : Tony
- Carole Weyers : Carole
- Alia Seror-O'Neill (VF : Aurélie Konaté ; VQ : Naïla Louidort) : Mary, standardiste de l'émission On the Line
- Yoli Fuller : Steven
- Yann Bean (VQ : Frédéric Paquet) : Bruce
- John Robinson : le fou exigeant d'annoncer en direct dans l'émission qu'il est le Messie
- Nancy Tate : Olivia Cooney, épouse d'Elvis
- Romy Pointet : Adria Cooney, fille d'Elvis et Olivia

## Production
En juin 2021, il est révélé que le réalisateur français Romuald Boulanger va diriger Mel Gibson dans une coproduction américano-européenne,. 
Le film est l'adaptation en long-métrage du court-métrage Talk (2019) du même réalisateur. Romuald Boulanger avait eu l'idée avec avoir un jour eu un appel similaire : « J’avais reçu un appel d’un auditeur qui  affirmait avoir kidnappé ma mère et qu’il la tuerait s’il ne passait pas à l’antenne. » Le rôle principal était tenu par William Baldwin dans le court métrage.

### Tournage
Le tournage débute à Paris le 9 juin 2021. Bien que se déroulant à Los Angeles, le film est entièrement tourné dans la capitale française, à Bry-sur-Marne et à La Défense.

## Accueil

### Date de sortie
Romuald Boulanger participe au marché du film en marge du festival de Cannes 2022 pour trouver des distributeurs. En mai 2022, il est annoncé que Saban Films a acquis les droits de distribution pour le sol américain et que le film sortira en novembre 2022.

## Analyse